# Jan Paweł Aleksander Sapieha
Pour les articles homonymes, voir Jan Sapieha et Sapieha.
Jan Paweł Aleksander Sapieha, né 18 juin 1847 à Paris mort le 25 octobre 1901 à Verkhnya Bilka (pl) (Ukraine), est un prince polonais de la famille Sapieha.

## Biographie
Il est le fils de Eustachy Kajetan Sapieha et de Róża Mostowska.
Il naît à Paris, où son père s'est réfugié après la chute de l'Insurrection de novembre 1830. Il sert dans l'armée britannique dans le 5e régiment de dragons des gardes royaux. En 1870, il prend la nationalité anglaise.
À son arrivée en Pologne, il s'installe à Biłka Szlachecka (pl) (maintenant Verkhnya Bilka, en Ukraine, dans le district de Lviv). C'est là qu'il meurt le 25 octobre 1901.

## Mariage et descendance
Il épouse Seweryna Maria Uruska (1860-1931), fille de Seweryn Maciej Uruski (pl). Ils ont pour enfants :
- Jan Seweryn Sapieha (1878-1896),
- Hermancja Franciszka (1879-1947), épouse de Jan Aleksander Przeździecki (1877-1944),
- Eustachy Sapieha (1881-1963), ministre des affaires étrangères de Pologne (1920-1921),
- Maria Róża Zofia (1884-1969), épouse de Maurycy Klemens Zamoyski (pl) (1871–1939),
- Wanda Jadwiga Róża (1890-1978), épouse de Wlodzimierz Dzieduszycki (pl).